# Thân vương quốc Najran
Thân vương quốc Najran là một quốc gia tồn tại ở bán đảo Ả Rập từ năm 1633 đến năm 1934. Xứ này bắt nguồn từ một thân vương quốc thần quyền Hồi giáo dưới quyền thống trị của Yemen vào năm 1633, mặc dù về sau chịu ảnh hưởng của Ottoman. Najran phản đối cuộc nổi dậy của người Yemen chống lại Ottoman vào thập niên 1880. Theo hiệp ước Xê Út–Idris năm 1920, Tiểu vương quốc Nejd và Hasa đã chính thức tuyên bố chủ quyền đối với phần lãnh thổ của Najran, và vào năm 1921, lực lượng dân quân Ikhwan bèn xâm chiếm Najran. Vương quốc Yemen Mutawakkilite cũng có tham vọng ở Najran, và do đó đã cố gắng tự mình chinh phục lấy xứ này vào năm 1924. Mùa đông năm 1931/1932, quân đội Yemen một lần nữa lại cố chiếm Najran, nhưng bị người Ả Rập Xê Út đánh đuổi vào năm 1932. Tháng 11 năm 1933, quân đội Yemen đã chiếm đóng Najran. Năm 1934, sau Chiến tranh Ả Rập Xê Út–Yemen, nền độc lập của Najran chấm dứt hoàn toàn khi Yemen từ bỏ chủ quyền đối với Najran và thân vương quốc này bị sáp nhập vào Ả Rập Xê Út.